# Champions (série de televisão)
Champions é uma série de comédia americana criada por Charlie Grandy e Mindy Kaling que estreou na NBC em 8 de março de 2018. A série é estrelada por Anders Holm, Fortune Feimster, Andy Favreau, J.J. Totah e Mouzam Makkar.
Em 29 de junho de 2018, foi anunciado que a NBC havia cancelado a série após uma temporada..
No Brasil, a série é distribuída pela Netflix.

## Enredo
Vince, um carismático dono de academia, está vivendo todos os sonhos de solteiro com seu irmão mais novo, Matthew, no Brooklyn, em Nova York. Ele vive uma vida simples, namora uma sequência interminável de mulheres, até que sua namorada do colegial Priya deixa seu filho de 15 anos, Michael.

## Elenco

### Principal
- Anders Holm como Vince Cook
- Fortune Feimster como Ruby
- Andy Favreau as Matthew Cook
- J.J. Totah como Michael Prashant Patel
- Mouzam Makkar como Britney

### Recorrente
- Mindy Kaling como Priya Patel
- Yassir Lester como Shabaz
- Ginger Gonzaga como Dana
- Robert Costanzo como Tio Bud
- Edgar Blackmon como Dean Pasquesi
- Jon Rudnitsky como Asher

### Convidados
- Hasan Minhaj como Ro
- Karan Brar como Arjun
- Carolyn Hennesy como Gayle
- Kether Donohue como Denise
- Aloma Wright como Irmã Timothy

## Episódios
| N.º na série | N.º na temp. | Título original (Título no Brasil)   | Dirigido por    | Escrito por                   | Exibição original   | Audiência (milhões) |
| ------------ | ------------ | ------------------------------------ | --------------- | ----------------------------- | ------------------- | ------------------- |
| 1            | 1            | "Pilot"                              | Michael Spiller | Charlie Grandy & Mindy Kaling | 8 de março de 2018  | 2.70                |
| 2            | 2            | "I Think I'm Gonna Tolerate It Here" | Michael Spiller | Charlie Grandy & Mindy Kaling | 15 de março de 2018 | 3.02                |
| 3            | 3            | "Lumps"                              | Alex Reid       | Chris Schleicher              | 29 de março de 2018 | 1.94                |
| 4            | 4            | "My Fair Uncle"                      | Claire Scanlon  | Charlie Grandy & Mindy Kaling | 5 de abril de 2018  | 1.98                |
| 5            | 5            | "Vincemas"                           | Geeta V. Patel  | Matt Warburton                | 12 de abril de 2018 | 1.68                |
| 6            | 6            | "Grandma Dearest"                    | Michael Spiller | Aaron Geary & Ben Steiner     | 19 de abril de 2018 | 1.64                |
| 7            | 7            | "Matt Bomer Poster"                  | Maggie Carey    | Ali Schouten                  | 26 de abril de 2018 | 1.50                |
| 8            | 8            | "Nepotism"                           | Michael Spiller | Matt Warburton                | 3 de maio de 2018   | 1.50                |
| 9            | 9            | "Opening Night"                      | Geeta V. Patel  | Chris Schleicher              | 25 de maio de 2018  | 1.90                |
| 10           | 10           | "Deal or No Deal"                    | Michael Spiller | Charlie Grandy                | 25 de maio de 2018  | 1.34                |

## Produção

### Desenvolvimento
Em 5 de outubro de 2016, foi anunciado que a NBC havia dado o compromisso de colocar um piloto em um roteiro sem título de Mindy Kaling e Charlie Grandy. O projeto resultou de um contrato de redação, produção e representação que Kaling assinou com a Universal Television durante o verão anterior. A Universal Television foi escolhida para produzir o piloto ao lado da Kaling International e da 3 Arts Entertainment. Esperava-se que Kaling e Grandy produzissem ao lado de Howard Klein.
Em 26 de janeiro de 2017, foi anunciado que a NBC havia oficialmente dado à produção uma ordem piloto. O anúncio foi acompanhado pela revelação da premissa da série.
Em 13 de maio de 2017, foi anunciado que a NBC havia dado à produção uma ordem de série. Michael Alan Spiller foi anunciado para ser um produtor executivo da série e que ele também deveria dirigir. Eyes Up Productions também foi adicionado à lista de empresas de produção envolvidas com a série.

### Seleção de elenco
Juntamente com o anúncio da ordem piloto da série, foi anunciado que Mindy Kaling havia sido escalado para o piloto no papel recorrente de Priya. Em fevereiro de 2017, foi anunciado que Mouzam Makkar, Anders Holm, Andy Favreau e J. J. Totah haviam se juntado ao piloto em potenciais papéis regulares da série. Em 6 de março de 2017, foi anunciado que Nina Wadia havia sido escalada para um papel regular na série. Em 6 de outubro de 2017, foi relatado que a Fortune Feimster havia se juntado ao elenco principal. Em 13 de dezembro de 2017, foi anunciado que Ginger Gonzaga havia sido escalado em um papel recorrente.